# Rue de Dantzig
La rue de Dantzig est une rue du 15e arrondissement de Paris, située dans le quartier Saint-Lambert. C'est une rue en pente, globalement orientée nord-sud, qui relie la rue de la Convention au boulevard Lefebvre. Elle est située à proximité du parc Georges-Brassens.

## Situation et accès
La rue de Dantzig débouche sur le boulevard Lefebvre, l’un des boulevards des Maréchaux.
Elle  est desservie par le métro à la station Convention (ligne 12) ainsi que par la ligne 3a du tramway d'Île-de-France à la station Georges Brassens.

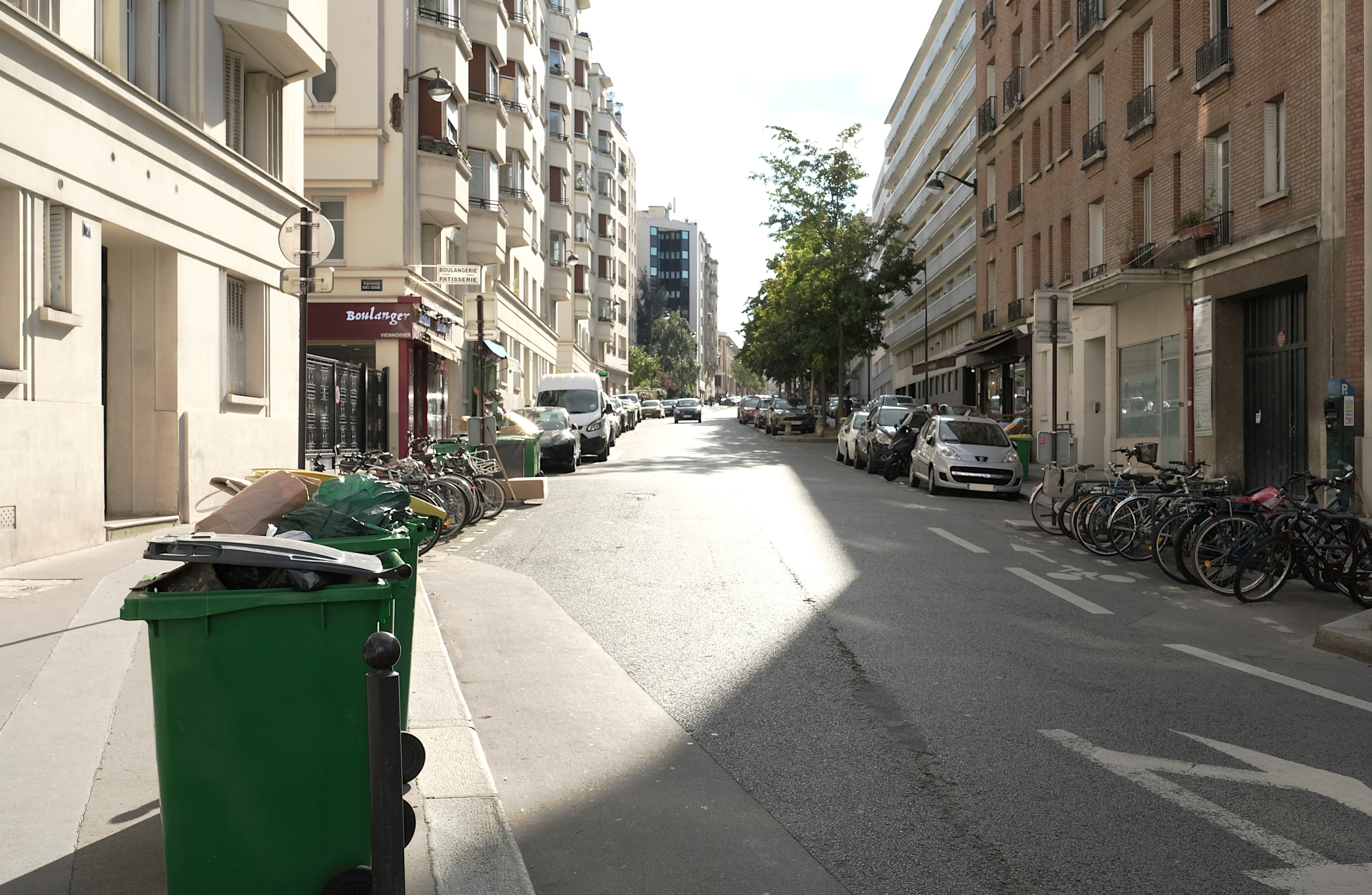
Début de la rue.
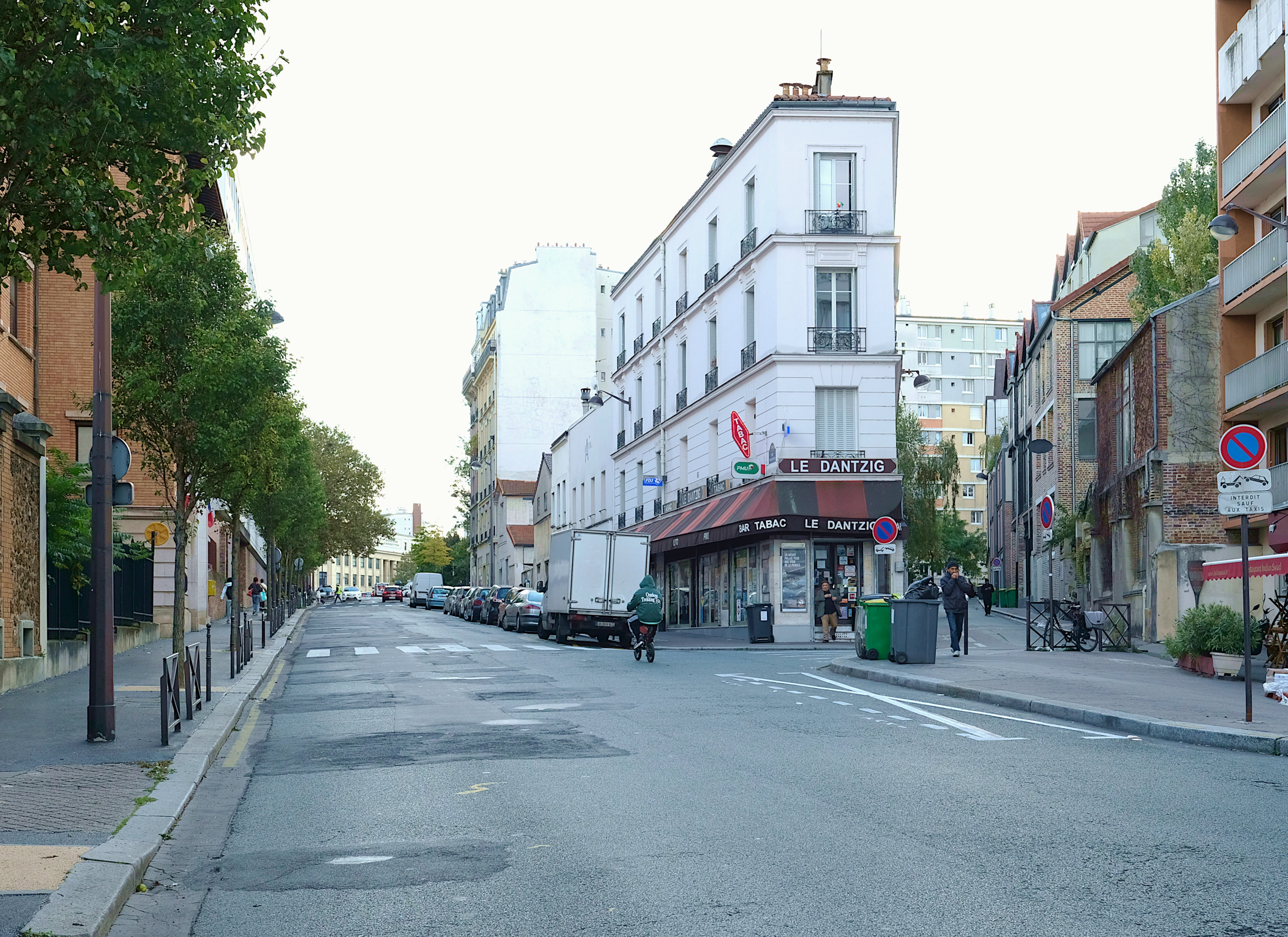
Milieu de la rue, à proximité du passage de Dantzig.
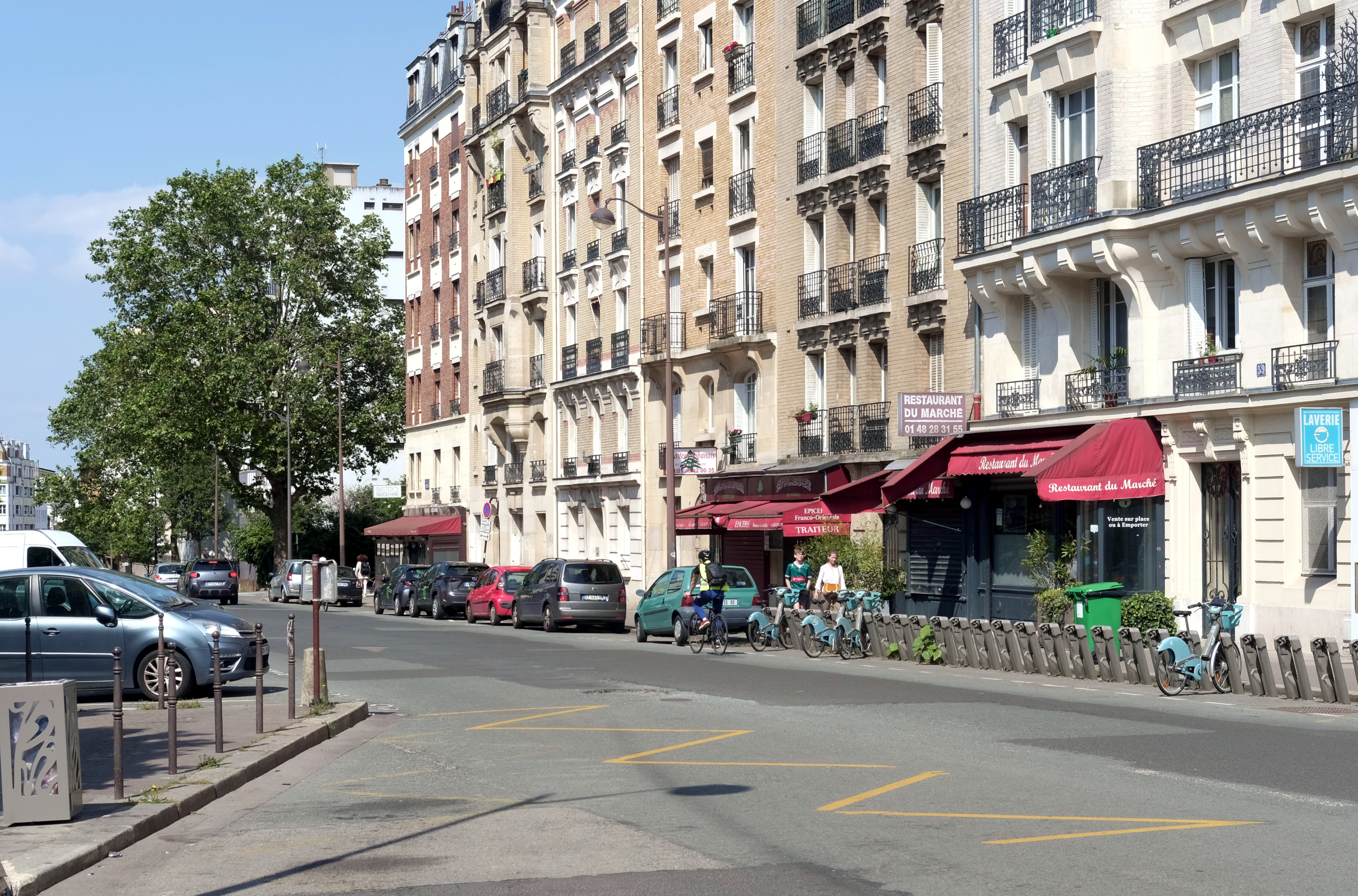
Fin de la rue, à proximité du boulevard Lefebvre.

## Origine du nom
Cette rue porte le nom de l'ancienne ville de Prusse de Dantzig, en hommage à la prise de cette ville en 1807 par l’armée française commandée par le maréchal François Joseph Lefebvre (1755-1820) à la suite du siège de Dantzig.
Annexée par la Pologne après la Seconde Guerre mondiale, la ville est maintenant connue en français sous son nom polonais de Gdańsk. Le caractère « ń » du polonais note la consonne occlusive nasale palatale voisée, notée par le bigramme « gn » en français et par le caractère [ɲ] en phonétique. On se contente souvent d’écrire simplement « Gdansk » en français. Au moment de cette annexion, elle était connue en français sous le nom de Dantzig et en allemand sous le nom de Danzig.

## Historique
En 1894, une nécropole, estimée d’époque romaine, a été mise au jour. Neuf squelettes humains, des poteries anciennes et des pièces en bronze ont été découverts.
La section sud de cette voie est une ancienne sente des communes de Vaugirard et de Vanves, la sente de Neullard ou chemin de Vaugirard à Issy. 
Le tronçon entre la rue Dombasle et le passage de Dantzig est présent sur le plan de Roussel (1730) et faisait partie du « chemin du Moulin » qui reliait la rue de Vaugirard (au lieu-dit la Croix, à la hauteur de l'actuelle rue Dalou) à la porte de Plaisance où s'élevait autrefois un moulin à vent, le moulin de Vanves. 
La section sud a intégré la nomenclature des rues de Paris par décret du 23 mai 1863. Le tronçon entre la rue des Morillons et le boulevard Lefebvre était élargi en 1897 lors de la construction des abattoirs de Vaugirard.
La section nord (entre les rues de la Convention et Dombasle) occupe une partie du passage des Acacias, devenu plus tard le passage Dombasle, absorbé en 1928 par le prolongement de la rue de Dantzig.
La partie méridionale de la rue a été ainsi nommée par arrêté du 1er février 1877 ; la partie septentrionale, au-delà de la rue Dombasle, en 1946. Longue de 745 mètres, sa largeur atteint 22 mètres.

## Bâtiments remarquables et lieux de mémoire
- Au niveau du no 7, se situe le square Marcel-Toussaint, voie privée créée en 1935 par La France Mutualiste.
- Le no 20-22 abrite la caisse de congés payés (1950-1951), œuvre architecturale de Bernard Zehrfuss.
- Au niveau du no 21, se situe le square Léon-Guillot, voie privée créée en 1934 par La France Mutualiste.
- Le no 27 accueille l'église Notre-Dame de La Salette.
- Le no 39 accueille la fourrière municipale et le bureau des objets trouvés.
- Le no 41 abritait les anciens abattoirs de Vaugirard, devenus depuis le parc Georges-Brassens[4].
- À l’intersection avec la rue Robert-Lindet était situé, approximativement, le moulin à vent de Vanves[5]
- Vers le no 47, passage de la Petite Ceinture.
- Le no 52 accueille le café Le Dantzig, dont le propriétaire a fait fortune avec la clientèle d'artistes de La Ruche et de bouchers des abattoirs et a dirigé par la suite la brasserie La Coupole[2].
- Le n°62 fut le domicile de Georges Cochon, un syndicaliste qui se barricada avec sa famille dans son appartement en 1912 pour protester contre son expulsion. Connu comme le « président des sans-pognon », il fut une figure syndicale populaire des locataires parisiens.

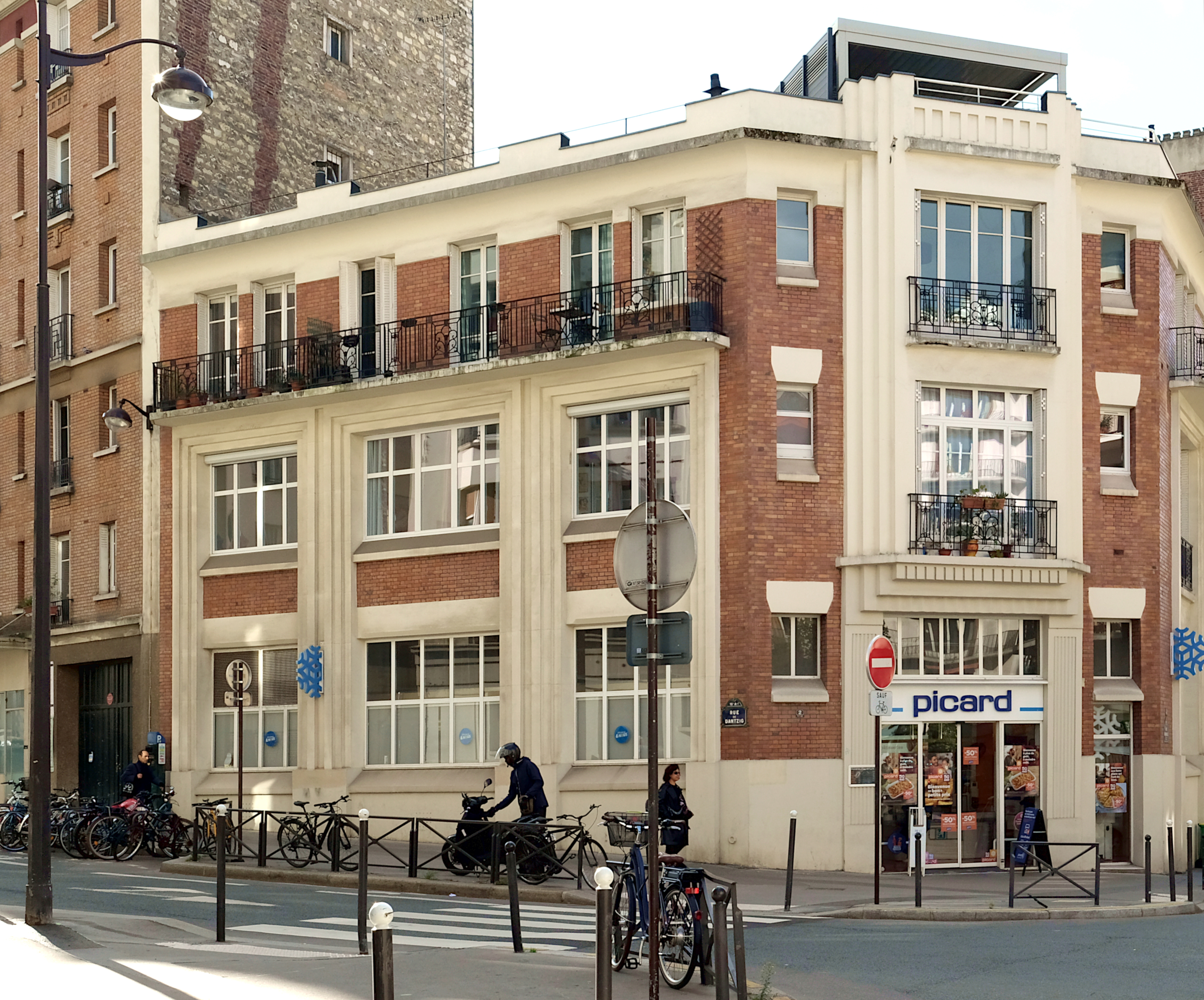
N°2ter, à l'angle de la rue Dombasle.
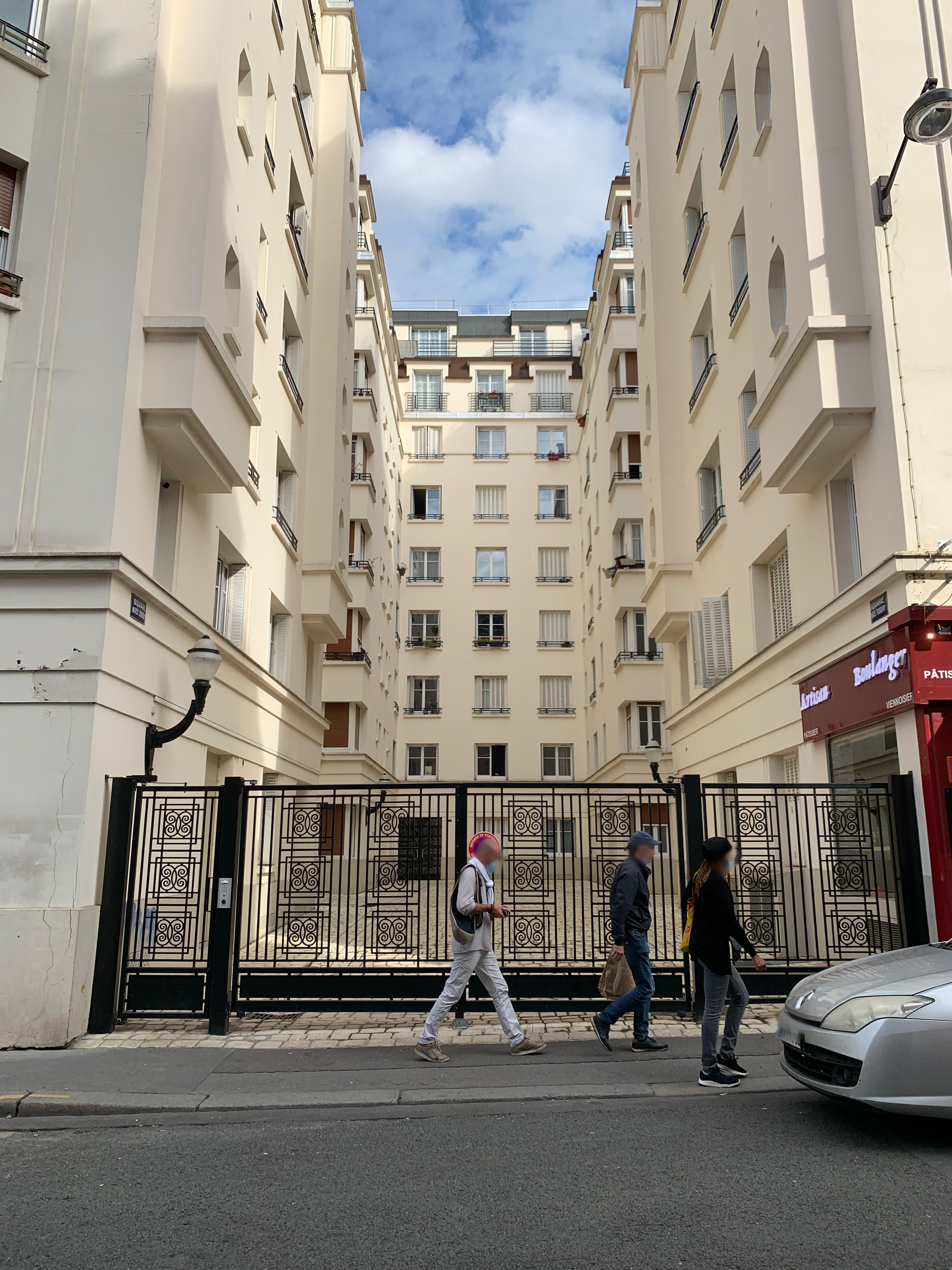
N°7 : entrée du square Marcel-Toussant.
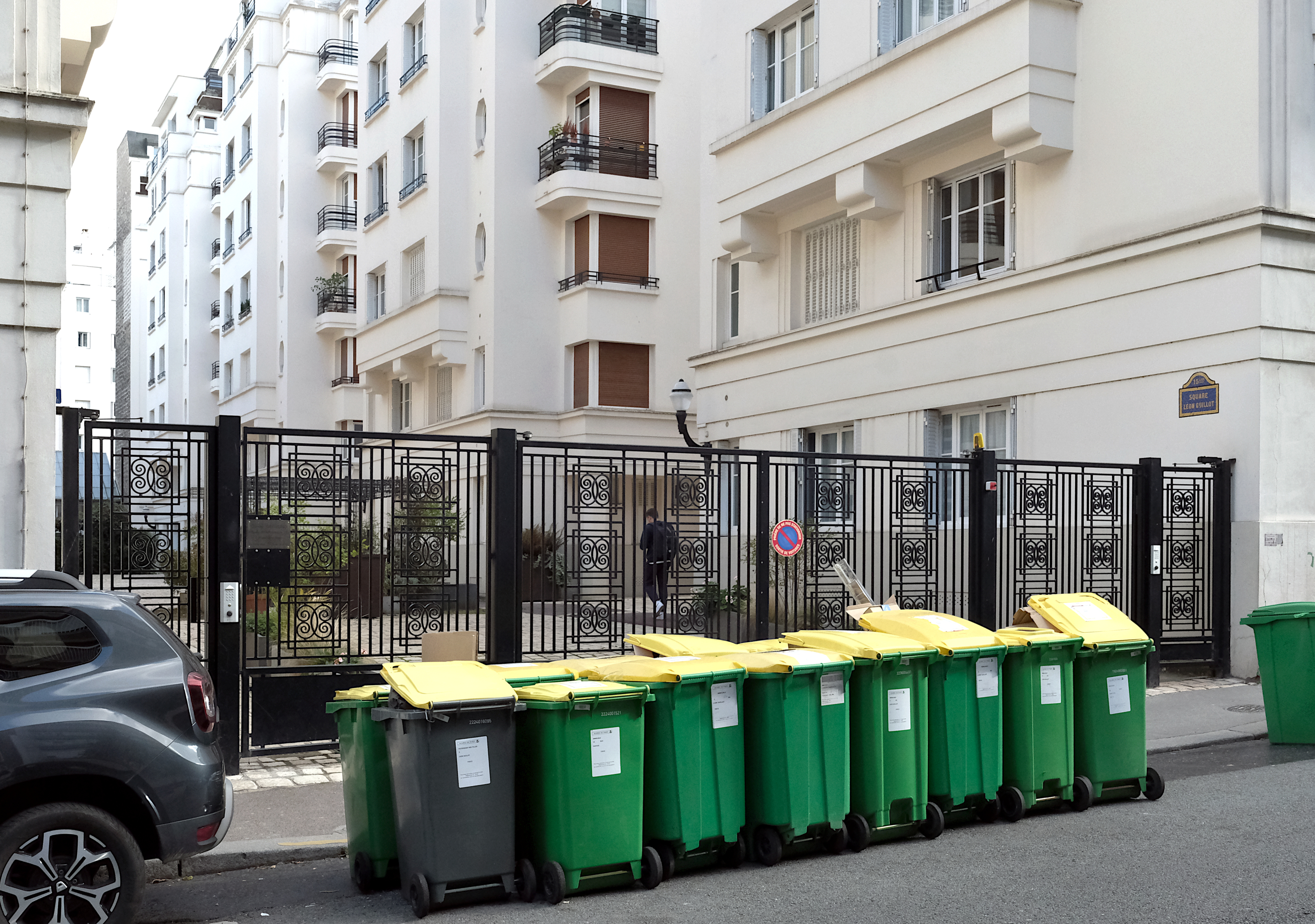
N°21 : entrée du square Léon-Guillot.
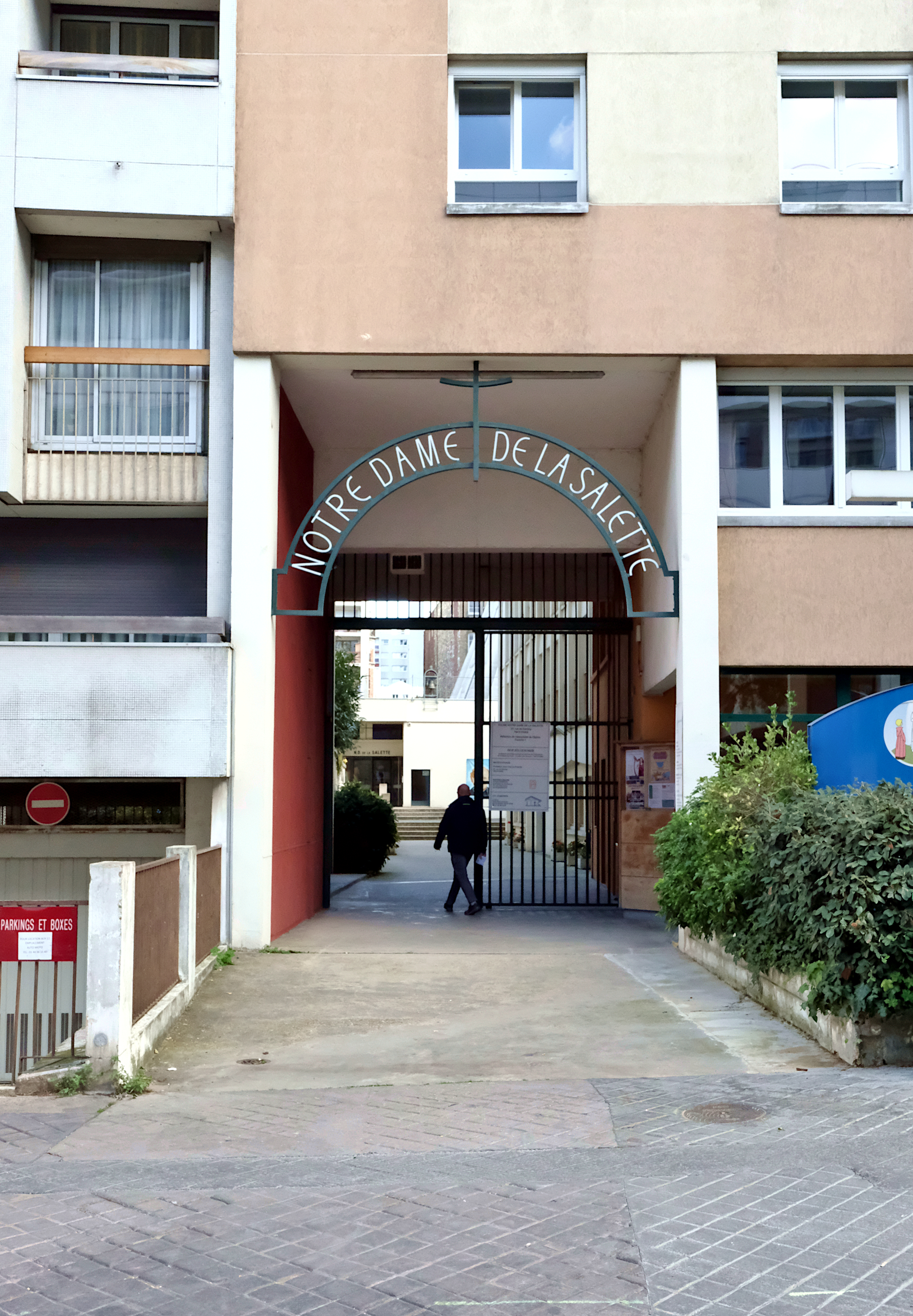
N°27 : entrée de Notre-Dame de la Salette.
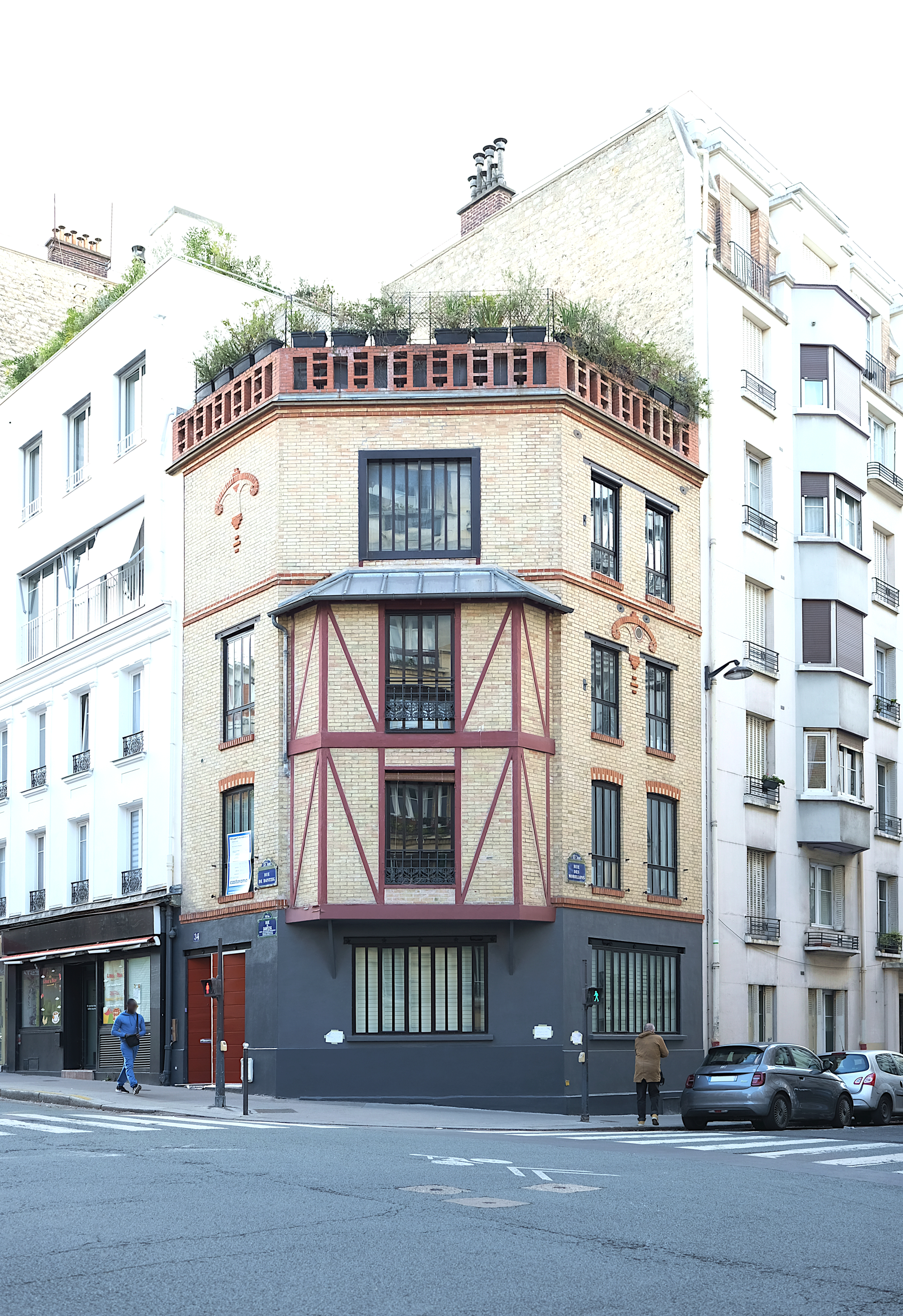
N°34, à l'angle de la rue des Morillons.
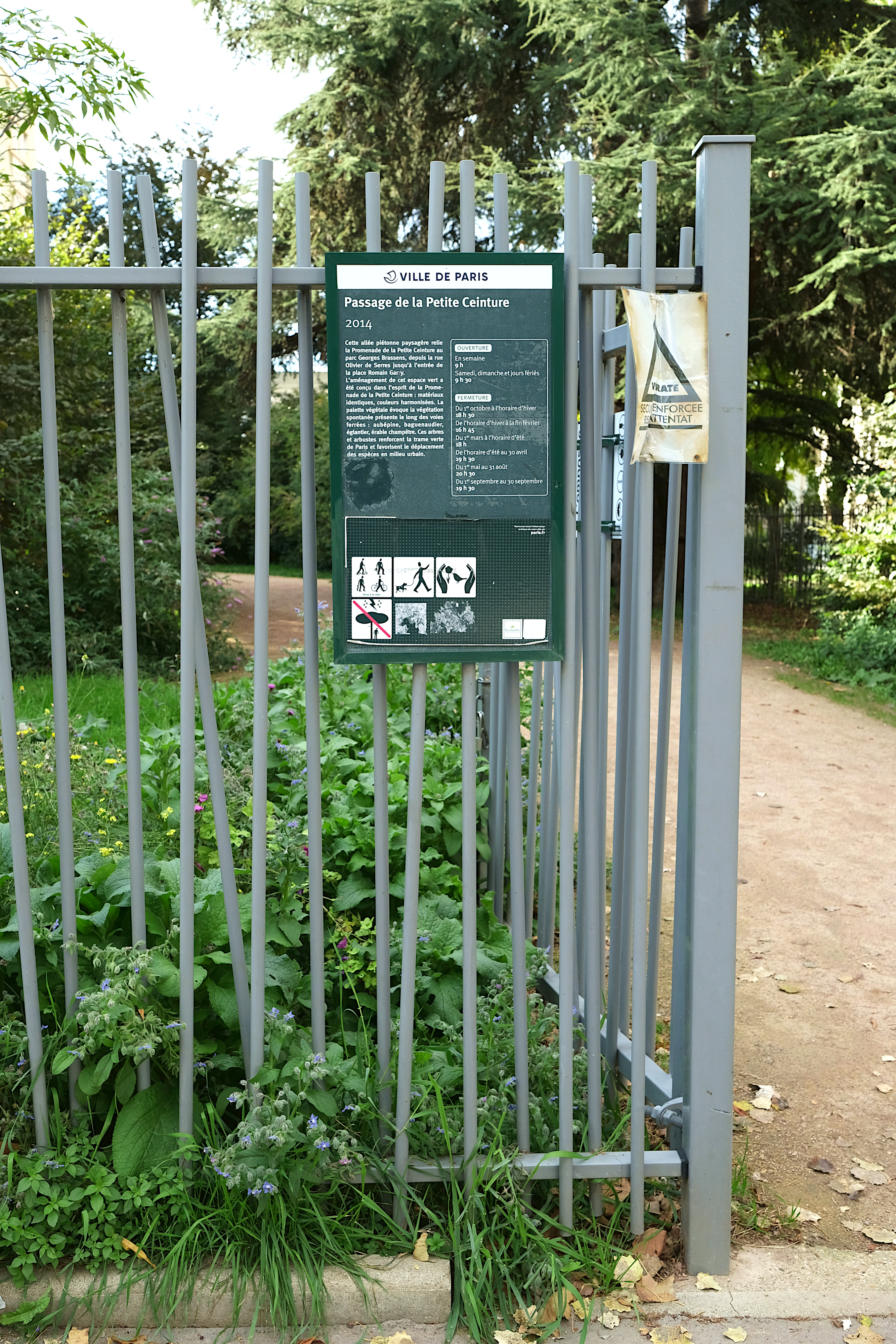
Entrée du passage de la Petite Ceinture.